# NGC 4007
NGC 4007 (NGC 4005) je spiralna galaktika u zviježđu Lavu. Naknadno je utvrđeno da je NGC 4005 ista galaktika.

## Vanjske poveznice
- (eng.) SEDS: NGC 4007
- (eng.) Revidirani Novi opći katalog
- (eng.) Izvangalaktička baza podataka NASA-e i IPAC-a
- (eng.) Astronomska baza podataka SIMBAD
- (eng.) VizieR